# Aldhils Arboretum
 (mars 2012).
Si vous disposez d'ouvrages ou d'articles de référence ou si vous connaissez des sites web de qualité traitant du thème abordé ici, merci de compléter l'article en donnant les références utiles à sa vérifiabilité et en les liant à la section « Notes et références ».
Albums de of Montreal
Coquelicot Asleep in the Poppies: A Variety of Whimsical Verse
(2001) Satanic Panic in the Attic
(2004)
Aldhils Arboretum est le cinquième album studio du groupe athénien of Montreal.
Aldhils Arboretum est une rupture avec les dernières œuvres d'of Montreal qui étaient des album-concepts. Aldhils se veut en fait une collection de pièces présentant toutes une histoire unique et séparée.

## Liste des titres
Toutes les pistes ont été écrites et composées par Kevin Barnes.
1. Doing Nothing – 3:23
2. Old People in the Cemetery – 3:20
3. Isn't It Nice? – 2:55
4. Jennifer Louise – 2:00
5. The Blank Husband Epidemic – 2:39
6. Pancakes for One – 2:41
7. We Are Destroying the Song – 2:47
8. An Ode to the Nocturnal Muse – 3:43
9. Predictably Sulking Sara – 2:27
10. Natalie and Effie in the Park – 2:12
11. A Question for Emily Foreman – 2:42
12. Kissing in the Grass – 3:39
13. Kid Without Claws – 3:56
14. Death Dance of Omipapas and Sons for You – 2:23